# Dan Segal
Daniel Segal, né en 1947, est un mathématicien britannique, professeur de mathématiques à l'Université d'Oxford. Il est spécialisé en algèbre et en théorie des groupes. 
Il a étudié à Peterhouse, à l'Université de Cambridge, avant d'effectuer un doctorat (Ph.D.) au Queen Mary College, à l'Université de Londres, en 1972 sous la direction de Bertram Wehrfritz, avec une thèse sur la théorie des groupes intitulée Groups of Automorphisms of Infinite Soluble Groups (Groupes d'automorphismes de groupes résolubles infinis). Il est membre émérite du All Souls College à l'Université d'Oxford, où il a été sous-directeur de 2006 à 2008,. 
Il a dirigé entre autres les thèses de Marcus du Sautoy et de Geoff Smith. Il est le fils de la psychanalyste Hanna Segal et le frère du philosophe Gabriel Segal ainsi que de Michael Segal, un haut fonctionnaire. 

## Publications
- Polycyclic Groups, Cambridge University Press, 1983.
- avec J. Dixon, M. Du Sautoy, A. Mann Analytic pro-p-groups, Cambridge University Press, 1999 [5]. Paperback edn. 2003.
- éd. avec M. Du Sautoy, A. Shalev, New horizons in pro-p-groups, Birkhäuser, 2000.
- avec Alexander Lubotzky, Subgroup growth, Birkhäuser, 2003[6].
- Words: notes on verbal width in groups, London Mathematical Society Lecture Notes, vol. 361, Cambridge University Press, 2009[7].